# 南方奇蟾魚
南方奇蟾魚（学名：Allenbatrachus meridionalis），為輻鰭魚綱蟾魚目蟾魚科的其中一種，分布於西印度洋區的馬達加斯加及留尼旺鹹水及半鹹水水域，體長可達18.9公分，為底棲性魚類，廣鹽性，棲息在沿岸、河口或紅樹林區。

## 外部連結
南方奇蟾魚的圖片